# Биг-Болд-Маунтин (Канада)
Биг-Болд-Ма́унтин (англ. Big Bald Mountain) — гора в провинции Нью-Брансуик Канады, часть горной системы Аппалачи.
Высота горы составляет 672 метра.

## Название
Название дано горе из-за небольшого количества растительности на её вершине, что придаёт ей «лысый» вид.

## География
Расположена рядом с горой Колонелс, к востоку от Рождественских гор, близ истока реки Нортуэст-Мирамиши.